# خط ۳ انتقال آب دریای عمان به مرکز ایران
خط ۳ انتقال آب دریای عمان به فلات مرکزی ایران، شامل شیرین سازی ۲۷۰ میلیون متر مکعب آب دریا از شهرستان سیریک در دهانه دریای عمان و انتقال آن با خط لوله به استان اصفهان است. هدف از این پروژه تامین آب برای مصارف صنعت، شرب و کشاورزی صنعتی گلخانه‌ای متقاضی خرید این آب در استان اصفهان است.
در فاز اول این طرح ۷۰ میلیون متر مکعب آب شیرین سازی شده از بندر سیریک با خط لوله‌ای به طول ۱۰۸۰ کیلومتر به متقاضیان در استان اصفهان منتقل می شود و در فاز دوم ۲۰۰ میلیون متر مکعب آب از تأسیسات آب شیرین کن سیریک با خط لوله‌ای به طول ۹۲۰ کیلومتر به این استان منتقل می‌شود.

## اهداف و هزینه‌های طرح
مطالعات فنی و اقتصادی انجام شده نشان می‌دهد انتقال آب شیرین شده از دریای عمان و خلیج فارس به مجتمع‌های صنعتی و معدنی مرکز و جنوب شرق ایران اقتصادی تر از انتقال ماده معدنی به سواحل خلیج فارس است.
میزان سرمایه‌گذاری برای ساخت این خط انتقال آب ۲۷۰۰ میلیون دلار است.
شرکت‌های فولاد مبارکه، ذوب آهن اصفهان، اتاق بازرگانی اصفهان، پالایشگاه نفت اصفهان، سازمان همیاری شهرداری‌های استان اصفهان، شهرداری اصفهان و شرکت فلز تدارک فولاد مبارکه در این طرح سهامدار هستند. ابَرپروژه انتقال آب به استان‌های مختلف از جمله استان صنعتی اصفهان می‌تواند زمینه‌ساز توسعه روزافزون مجموعه‌های بزرگ و کوچک تولیدی، رونق کسب و کار، جهش تولید، درآمدزایی و اشتغالزایی باشد. از سویی دیگر، توسعه صنایع از جمله فولاد در سطح کلان و دیگر مجموعه‌های تولیدی بزرگ و کوچک در زُمره برنامه‌ها و سیاست‌های مدیران و تصمیم‌گیران است و همین امر می‌طلبد که منابع آب تازه‌ای به این مناطق اضافه شود زیرا با منابع موجود نمی‌توان از پسِ نیاز بخش‌های مختلف به ویژه صنعت و تولید برآمد.

## سیستم نمک زدایی و تأسیسات استخراج آب از دریا
در تأسیسات آب شیرین کن سیریک با انجام مطالعات فنی و بررسی شکل و فرم بستر دریا و رفتار امواج توسط مشاور و همچنین مقایسه روش‌های مختلف برداشت آب از دریا، روش برداشت از عمق انتخاب شد. در این تاسیسات با توجه به محاسبات انجام شده بر روی ظرفیت بهینه، طراحی حوضه آبریز مناسب برای برداشت سالانه ۱.۵ میلیارد متر مکعب در نظر گرفته شده‌است. این میزان تقریباً معادل ۶۰۰ میلیون متر مکعب آب شیرین سازی شده در سال خواهد بود.
با اجرای فاز به فاز پروژه، در فاز اول ساختمان مورد نیاز برای پاسخگویی به ظرفیت ۲۰۰ میلیون مترمکعب ساخته و تجهیز می‌شود. در بخش نمک زدایی، چندین واحد مدولار با ظرفیت ۱۰۰۰۰۰ متر مکعب در روز بر اساس استانداردهای جهانی طراحی و ساخته می‌شود. با توجه به ظرفیت ۲۰۰ میلیون مترمکعب و با فرض ظرفیت ۷۰ میلیون متر مکعب در سال، سه واحد آب شیرین کن مورد نیاز خواهد بود.

## انتخاب مسیر
در فاز یک این طرح، تا سیرجان و یزد مسیر انتقال آب تثبیت شده بود و در این طرح تنها خط لوله انتقال از یزد به صنایع اصفهان کشیده شد.
برای طرح انتقال آب به اصفهان ۲۰ مسیر مورد مطالعه قرار گرفت و به دلیل غلظت املاح کمتر آب در تنگه هرمز (در مقایسه با خلیج فارس)، گزینه برتر آبگیری از ساحل دریای عمان در استان هرمزگان و انتقال از مسیر استان‌های کرمان و یزد تشخص داده شد. همچنین این مسیر امکان دفع شورابه به آب‌های آزاد دریای عمان را داشت. پس از تکمیل مطالعات طرح و انجام ارزیابی‌های زیست‌محیطی، عملیات اجرایی طرح در شهریور ماه سال ۱۴۰۱ آغاز شد.

## مشخصات فنی خطوط انتقال آب دریای عمان به اصفهان
طرح انتقال آب دریا به استان اصفهان در قالب دو فاز انجام می‌شود که در فاز نخست از ظرفیت نصب شده برای انتقال آب به سیرجان و یزد استفاده شده و ادامه مسیر به اصفهان لوله گذاری می‌شود و در فاز دوم یک خط لوله مستقل از تأسیسات آب شیرین کن سیریک به اصفهان کشیده می‌شود.

### فاز اول طرح (خط ۳)
شامل انتقال ۷۰ میلیون متر مکعب آب شیرین سازی شده در مسیر ۵۲۰ کیلومتری از سیرجان تا اصفهان است و هزینه اجرای این فاز ۲۵ هزار و ۵۰۰ میلیارد تومان است. طول کل این خط انتقال آب ۱۰۸۰ کیلومتر از ساحل شرق بندرعباس تا اصفهان می‌باشد.

### فاز دوم طرح (خط ۶)
شامل انتقال ۲۰۰ میلیون متر مکعب از تأسیسات آب شیرین کن سیریک تا اصفهان به طول ۹۲۰ کیلومتر است که هزینه اجرای فاز دوم ۱۱۳ هزار و ۱۰۰ میلیارد تومان است و به منظور انتقال تا ۴۰۰ میلیون مترمکعب آب از دریای عمان تعریف شده‌است. طول مسیر این طرح ۴۳۴ کیلومتر است. این خط به قطر ۲۰۰۰ میلی‌متر با ظرفیت انتقال ۶٫۴ مترمکعب بر ثانیه به همراه کلیه امکانات و تجهیزات لازم برای اجرا به طول ۹۲۰ کیلومتر از تأسیسات آب شیرین کن سیریک به اصفهان در مسیرهای انتقال آب موجود می‌باشد.
| مقدار                       | واحد                   | شرح                                      | ردیف |
| ۹۲۰                         | کیلومتر                | طول خط انتقال                            | ۱    |
| ۳۵۰۰                        | متر                    | ارتفاع کل پمپاژ (متر)                    | ۲    |
| ۲۰۰۰                        | مم                     | قطر اسمی لوله                            | ۳    |
| فولاد                       | –                      | مواد لوله                                | ۴    |
| X65، ST52                   | –                      | گرید ورق فولادی                          | ۵    |
| ۱۲/۵ و ۱۳ و ۱۴/۲۷ و ۱۵ و ۱۶ | مم                     | ضخامت ورق فولادی                         | ۶    |
| ۸۷۰۰۰۰                      | تن                     | مجموع تناژ ورق‌های فولادی                 | ۷    |
| ۳۰۰                         | متر / ایستگاه          | حداکثر ارتفاع پمپاژ                      | ۸    |
| ۱۲                          | عدد                    | تعداد ایستگاه‌های پمپاژ                   | ۹    |
| ۳۳۰                         | (MWh)                  | توان کل ایستگاه‌ها                        | ۱۰   |
| ۱۲                          | باب                    | تعداد مخازن مکش (۲۰ هزار متر مکعب حجم)   | ۱۱   |
| ۳                           | باب                    | تعداد مخازن تعادل (۲۰ هزار متر مکعب حجم) | ۱۲   |
| ۶٫۴                         | متر مکعب بر ثانیه      | حداکثر سرعت جریان                        | ۱۳   |
| ۲۰۰                         | میلیون متر مکعب در سال | حجم آب منتقل شده                         | ۱۴   |